# Alphitonia marquesensis
Alphitonia marquesensis är en brakvedsväxtart som beskrevs av Forest Brown. Alphitonia marquesensis ingår i släktet Alphitonia och familjen brakvedsväxter. Inga underarter finns listade i Catalogue of Life.